# Solveig Rogstad
Solveig Rogstad (ur. 31 lipca 1982 r.) – norweska biathlonistka. Jej największym sukcesem jest zwycięstwo w Ruhpolding 13 stycznia 2008 w zawodach o Puchar Świata w biegu na dochodzenie. Było to jej jedyne podium w dotychczasowych indywidualnych startach w mistrzowskich zawodach.

## Sukcesy

### Puchar Świata

#### Miejsca w klasyfikacji generalnej
| Sezon     | Miejsce |
| --------- | ------- |
| 2007/2008 | 14.     |
| 2008/2009 | 29.     |
| 2009/2010 | 91.     |

#### Zwycięstwa w zawodach
1. Ruhpolding – 13 stycznia 2008 – bieg pościgowy

- 1 zwycięstwo

#### Miejsca na podium
1. Ruhpolding – 13 stycznia 2008 – 1. miejsce (bieg pościgowy)
2. Oslo/Holmenkollen   – 16 marca 2008 – 2. miejsce (bieg masowy)